# АПОЭЛ (футбольный клуб)
АПОЭ́Л (греч. ΑΠΟΕΛ, Αθλητικός Ποδοσφαιρικός Όμιλος Ελλήνων Λευκωσίας, Атлитикос Подосфэрикос Омилос Эллинон Лефкосиас — Атлетический футбольный клуб греков города Никосия) — кипрский профессиональный футбольный клуб из Никосии, основанный в 1926 году. Является одним из самых успешных в своей стране.

## История
АПОЭЛ был основан в 1926 году группой молодых людей, которые хотели создать футбольную команду, где играли бы греческие жители города. Тогда группа из сорока человек встретилась в кондитерской для создания футбольного клуба, где будут играть греки из Никосии. Первым президентом клуба был Гиоргос Пулиас. Первоначальное название клуба было ПОЭЛ, что в переводе расшифровывается как «Футбольный клуб никосийских греков», но в 1928 году было решено расширить сферу своей деятельности, включив все виды спорта, в результате чего название было изменено на APOEL (Athletikos Podosfairikos Omilos Ellinon Lefkosias, Греческий атлетический футбольный клуб Никосии).
В 1934 году была образована Кипрская федерация футбола, в создании которой ключевую роль сыграл АПОЭЛ. Два года спустя АПОЭЛ завоевал свой первый титул чемпиона Кипра.
В 1948 году члены клуба разделились на два лагеря, так как их позиции по отношению к гражданской войне в Греции были противоположными. В результате сторонники коммунизма отделились от клуба и создали свою команду, назвав её Омонией. С тех пор Омония стала принципиальным соперником АПОЭЛа, а болельщики обоих клубов — злейшими врагами.
В 2009 году стал чемпионом Кипра, набрав очко в матче с «Анортосисом» (1:1), АПОЭЛ завоевал 20-е золото чемпионата Кипра.
Клуб успешно выступил в Лиге Чемпионов 2011—2012. Находясь в одной группе с такими командами, как «Зенит», «Порту» и «Шахтёр», и будучи признанным аутсайдером группы, за тур до финиша обеспечил себе выход в 1/8 ЛЧ. На своем пути АПОЭЛ обыграл «Зенит» со счетом 2:1, а также сыграл вничью 1:1 в гостях с «Порту», «Шахтёром». В четвёртом матче группового этапа киприотам удалось вырвать победу у португальского «Порту» со счетом 2:1 и возглавить турнирную таблицу группы «G». В пятом туре Лиги Чемпионов АПОЭЛ сыграл в ничью 0:0 с «Зенитом» и обеспечил себе выход в плей-офф (впервые в истории для команды из четвёртой корзины и впервые в истории для команды из Кипра). В шестом туре, в уже ничего не значащем матче АПОЭЛ проиграл на своем поле донецкому «Шахтёру» 0:2 и вышел из группы с первого места, имея 9 очков.
В стадии плей-офф Лиги чемпионов 2011/12 клубу по результатам жеребьевки достался французский «Лион». В первом матче победил «Лион» со счетом 1:0. В ответном матче кипрский клуб обыграл «Лион» также 1:0, в серии пенальти победил со счетом 4:3. Вратарь киприотов Дионисиос Хиотис отразил удары Александра Ляказетта и Мишела Бастоса, что решило исход матча.
Однако в 1/4 финала АПОЭЛ уступил мадридскому «Реалу» 0:3 дома и 2:5 на выезде.
С 2013 по 2019 год АПОЭЛ семь раз подряд становился чемпионом Кипра.
Главный соперник − «Омония (Никосия)», матч с которым называют Дерби вечных врагов.

## Достижения
- Чемпион Кипра (29):

1935/36, 1936/37, 1937/38, 1938/39, 1939/40, 1946/47, 1947/48, 1948/49, 1951/52, 1964/65, 1972/73, 1979/80, 1985/86, 1989/90, 1991/92, 1995/96, 2001/02, 2003/04, 2006/07, 2008/09, 2010/11, 2012/13, 2013/14, 2014/15, 2015/16, 2016/17, 2017/18, 2018/19, 2023/24
- Обладатель Кубка Кипра (21):

1936/37, 1940/41, 1946/47, 1950/51, 1962/63, 1967/68, 1968/69, 1972/73, 1975/76, 1977/78, 1978/79, 1983/84, 1992/93, 1994/95, 1995/96, 1996/97, 1998/99, 2005/06, 2007/08, 2013/14, 2014/15
- Обладатель Суперкубка Кипра (14):

1963, 1984, 1986, 1992, 1993, 1996, 1997, 2002, 2004, 2008, 2009, 2011, 2013, 2019

## Стадион
С 23 октября 1999 года домашним стадионом АПОЭЛа является стадион ГСП, вмещающий 22 859 мест. Это самый большой стадион на Кипре, который команда делит с местными соперниками — «Омонией» и «Олимпиакосом (Никосия)».
До переезда на стадион ГСП, АПОЭЛ проводил домашние матчи на стадионе Макарио (с 1978 по 1999 год) и на старом стадионе ГСП (с 1930 по 1978 год).

## Текущий состав
По состоянию на 13.11.2024 года

| 1  | Флаг Бразилии             | Вр  | Габриэль Перейра    | 1999 |  |  |  |  |  |
| 22 | Флаг Кипра                | Вр  | Андреас Христодулу  | 1997 |  |  |  |  |  |
| 27 | Флаг Словении             | Вр  | Вид Белец           | 1990 |  |  |  |  |  |
|    |                           |     |                     |      |  |  |  |  |  |
| 3  | Флаг Сербии               | Защ | Радосав Петрович    | 1989 |  |  |  |  |  |
| 4  | Флаг Бразилии             | Защ | Чиприано            | 2002 |  |  |  |  |  |
| 5  | Флаг Грузии               | Защ | Лаша Двали          | 1995 |  |  |  |  |  |
| 6  | Флаг Бразилии             | Защ | Витор Меер          | 2004 |  |  |  |  |  |
| 16 | Флаг Боснии и Герцеговины | Защ | Матео Сушич         | 1990 |  |  |  |  |  |
| 19 | Флаг Испании              | Защ | Хавьер Кинтилья     | 1996 |  |  |  |  |  |
| 29 | Флаг Марокко              | Защ | Иссам Шебак         | 2000 |  |  |  |  |  |
| 34 | Флаг Кипра                | Защ | Константинос Лайфис | 1993 |  |  |  |  |  |
| 43 | Флаг Аргентины            | Защ | Лаутаро Кано        | 2002 |  |  |  |  |  |
|    |                           |     |                     |      |  |  |  |  |  |
| 7  | Флаг Германии             | ПЗ  | Макс Майер          | 1995 |  |  |  |  |  |
| 8  | Флаг Испании              | ПЗ  | Серхио Техера       | 1990 |  |  |  |  |  |
| 17 | Флаг Ганы                 | ПЗ  | Дэвид Абанья        | 1998 |  |  |  |  |  |
| 18 | Флаг Кипра                | ПЗ  | Яннис Сациас        | 2002 |  |  |  |  |  |
| 21 | Флаг Португалии           | ПЗ  | Пицци               | 1989 |  |  |  |  |  |

| 23 | Флаг Кипра    | ПЗ  | Панайотис Каттирцис | 2006 |  |  |  |  |  |
| 25 | Флаг Греции   | ПЗ  | Кристос Каранациос  | 2004 |  |  |  |  |  |
| 30 | Флаг Румынии  | ПЗ  | Мариус Корбу        | 2002 |  |  |  |  |  |
| 35 | Флаг Кипра    | ПЗ  | Парис Поликарпоу    | 2000 |  |  |  |  |  |
| 36 | Флаг Ганы     | ПЗ  | Шарль Аппиа         | 2006 |  |  |  |  |  |
| 44 | Флаг Ганы     | ПЗ  | Кингсли Сарфо       | 1995 |  |  |  |  |  |
| 70 | Флаг Болгарии | ПЗ  | Георгий Костадинов  | 1990 |  |  |  |  |  |
|    |               |     |                     |      |  |  |  |  |  |
| 9  | Флаг Марокко  | Нап | Юссеф Эль-Араби     | 1987 |  |  |  |  |  |
| 10 | Флаг Бразилии | Нап | Маркиньос           | 1997 |  |  |  |  |  |
| 11 | Флаг Греции   | Нап | Анастасиос Донис    | 1996 |  |  |  |  |  |
| 12 | Флаг Гвинеи   | Нап | Альгассим Ба        | 2002 |  |  |  |  |  |
| 14 | Флаг Бразилии | Нап | Габриэль Майоли     | 2003 |  |  |  |  |  |
| 20 | Флаг Сербии   | Нап | Стефан Дражич       | 1992 |  |  |  |  |  |
| 77 | Флаг ДР Конго | Нап | Дьюмерси Ндонгала   | 1991 |  |  |  |  |  |